# 2668 Татарија
2668 Татарија (енгл. 2668 Tataria) је астероид главног астероидног појаса са средњом удаљеношћу од Сунца која износи 2,317 астрономских јединица (АЈ).
Апсолутна магнитуда астероида је 13,3.